# Övre-Bjärntjärnen
Övre-Bjärntjärnen är en sjö i Skellefteå kommun i Västerbotten och ingår i Rickleåns huvudavrinningsområde.